# Hymont
Hymont – miejscowość i gmina we Francji, w regionie Grand Est, w departamencie Wogezy.
Według danych na rok 1990 gminę zamieszkiwało 637 osób, a gęstość zaludnienia wynosiła 153 osoby/km² (wśród 2335 gmin Lotaryngii Hymont plasuje się na 517. miejscu pod względem liczby ludności, natomiast pod względem powierzchni na miejscu 1083.).